# PGC 1018003
LEDA/PGC 1018003 ist eine Galaxie im Sternbild Aquarius auf der Ekliptik. Sie ist schätzungsweise 974 Millionen Lichtjahre von der Milchstraße entfernt. Im selben Himmelsareal befindet sich u. a. die Galaxie IC 1409.